# Manuscrits shivaïtes de Pondichéry
Les manuscrits shivaïtes de l'Institut français de Pondichéry représentent la plus importante collection mondiale de manuscrits sur le Shaiva Siddhanta. Ils sont conservés à l'Institut Français de Pondichéry, en Inde.
En 2005, à la suite de la demande conjointe de l'Institut Français de Pondichéry (IFP), de l'École française d'Extrême-Orient (EFEO) et de la National Mission for Manuscripts (NMM), la collection est inscrite au registre de la mémoire du monde par l'UNESCO.

## Histoire du fonds
En 1955, Jean Filliozat, fondateur-directeur de l'Institut Français de Pondichéry, a pour objectif grâce à sa création, de rassembler la totalité des éléments relatifs aux tantras de Shiva, aux écritures de la tradition de Shaiva Siddhanta qui était alors en évolution rapide dans toute l'Inde du Sud, et ce, depuis le VIIe siècle.
La volonté de l'Institut Français de Pondichéry fut de porter à la connaissance du public étudiant ces manuscrits qui étaient oubliés et méconnus depuis les années 1950. Un des objectifs fut aussi de voir la plupart d'entre eux publiés.
Le pandit Niddodi Ramachandra Bhatt en rassembla la plupart à partir de collections privées des prêtres et monastères de l'Inde du Sud. Lorsque cela ne fut pas possible, des transcriptions en devanāgarī furent faites. De telles transcriptions sont aussi réalisées et trouvable dans d'autres bibliothèques telles que la Government Oriental Manuscripts Library (Madras), the Adyar Library and Research Centre (Madras), the Oriental Research Institute & Manuscripts Library (Trivandrum), the Saraswathi Mahal Library (Tanjavur), the Oriental Research Institute of Baroda (Baroda), the Sarasvati Bhavan (Varanasi).
La collection de  manuscrits présente à l'IFP comporte 8187 liasses de feuilles de palmes (codices), la plupart en sanscrit Grantha. Elle contient aussi 1144 transcriptions en Devanagari réalisées par des gens lettrés de l'institut.
Cette collection est donc en majorité, constituée de manuscrits relatifs aux tantras du Shaiva Siddhanta, de commentaires théologiques, de manuels sur les rituels shivaïques et de divers manuels, notes et ouvrages de prêtres shivaïques.

En sa qualité de fonds unique et précieux, cette collection se vit attribué le label de "mémoire de l'humanité" attribué par l'UNESCO, qui récompense un fonds présentant un intérêt historique particulier.

Cette délibération  de L'UNESCO est le fruit d'une demande commune de l'IFP, l'EFEO et du NMM.

L'Institut Français de Pondichery possède donc la plus grande collection de manuscrits Shivaïtes au monde. Celle-ci représente la moitié de son fonds de manuscrits anciens. L'autre partie du fonds comporte divers manuscrits couvrant le domaine des sciences, des lettres et de l'Inde prémoderne.

## Catalogage et numérisation
La numérisation, le catalogage et la mise en ligne des 1 144 transcrits (près de 200 000 pages), sont le fruit du travail commun de l'institut Français de Pondichéry (IFP), de l'institut de recherche en indologie de Muktabodha et de l'École française d'Extrême-Orient (EFEO). L'IFP et l'EFEO mirent d'ailleurs à contribution de nombreux étudiants pour la concrétisation de cette tâche, dans un processus qui dura près de 30 ans. L'institut de Muktabodha a conservé quant à lui les microfilms et numérisations des textes sanscrits et manuscrits ces dernières années, et grâce à sa bibliothèque en ligne, donne accès à ce qui est le cœur des documents Shivaïques, aussi bien en tant que document photographique, qu'en tant que documents textes qui permettent d'effectuer une recherche plein texte, avantage appréciable pour les étudiants et chercheurs.
C'est donc grâce à la partition engagée et productive de ces trois instituts que ces ressources peuvent désormais être consultées sur internet, car mises en ligne et hébergées par l'institut de Muktadobha, par l'intermédiaire de leur logiciel libre de gestion de bases de données. L'IFP et l'EFEO on quant à eux un catalogue hors ligne, élaboré par des membres du personnel.

## Contenu de la collection
Les manuscrits de la collection prennent la forme de liasses de feuilles de palmes, qui peuvent chacune comporter plusieurs textes. La répartition de la collection qui suit n'indique donc pas le nombre de textes, mais bien le nombre de liasses :
- Textes canoniques du shivaïsme (agamas, tantras) : 1 900 liasses
- Mantras et manuels de rites : 1 890 liasses
- Hymnes dévotionnels et mythes topographiques : 1 360 liasses
- Astrologie : 430 liasses
- Épopée littéraire de Rama : 190 liasses
- Autres épopées en Sanskrit et mythes : 230 liasses
- Textes médicinaux de l'inde méridionale : 200 liasses
- Veda : 190 liasses
- Belles lettres sanskrites : 160 liasses
- Hymnes dévotionnels en tamoul : 1350 liasses

## Une conservation difficile
Deux types de feuilles de palmes sont utilisés pour la conservation des manuscrits de l'Inde du sud, le talipot, et d'autres de plus petite taille, épaisses et rigides, qui constituent la grande majorité de la collection, qui est postérieure à 1750.
Un tel support implique une fragilité par nature, couplée  à des conditions de conservation difficiles dans un milieu tropical qui favorise la prolifération d’insectes et de larves.
Les mesures de protection des collections employées actuellement à l'institut français de Pondichéry sont d'une part l'application régulière d'huile de citronnelle, et d'autre part la stabilisation de la température et de l'humidité à respectivement 25 °C et 55 % grâce à un système de climatisation.

## La procédure de numérisation
La procédures de micro-filmage et le scannage à plat ayant été éliminés pour des raisons financières et technique, la numérisation des manuscrits est actuellement réalisée à l'aide d'un appareil photographique numérique. Cette technique, en plus de sa rapidité permet de stocker les images dans un serveur pour permettre de les mettre ensuite à disposition sur internet.

Pour l'instant les 1144 transcrits sont disponibles sur internet, et la numérisation des manuscrits sur feuille de palme est entièrement terminée depuis 2010 par une équipe formée de 4 techniciens employés par le San Marga Trust de Chennai obtenant 3 630 lots comprenant 358 542 images représentant la totalité des manuscrits de l'IFP.